# Іскаков Єрулан Аскарович
Єрулан Аскарович Іскаков (каз. Ерұлан Асқарұлы Ысқақов; нар. 24 червня 1988, Карагандинська область, Казахська РСР, СРСР (нині Казахстан)) — казахський борець греко-римського стилю, чемпіон, дворазовий срібний та бронзовий призер чемпіонатів Азії, дворазовий бронзовий призер Азійських ігор. Майстер спорту Казахстану міжнародного класу з греко-римської боротьби.

## Біографія
Боротьбою почав займатися з 2003 року. У 2008 році став срібним призером чемпіонату Азії серед юніорів. Того ж року на юніорському чемпіонаті світу посів п'яте місце. У 2013 взяв участь у літній Універсіаді в Казані, де посів дванадцяту сходинку. Представляв Казахську академію спорту та туризму, Алмати.

## Спортивні результати на міжнародних змаганнях

### Виступи на Чемпіонатах світу
| Змагання                        | Збірна    | Вагова категорія                 | Місце |
| ------------------------------- | --------- | -------------------------------- | ----- |
| Чемпіонат світу з боротьби 2013 | Казахстан | греко-римська боротьба, до 96 кг | 7     |
| Чемпіонат світу з боротьби 2015 | Казахстан | греко-римська боротьба, до 98 кг | 22    |
| Чемпіонат світу з боротьби 2017 | Казахстан | греко-римська боротьба, до 98 кг | 20    |
| Чемпіонат світу з боротьби 2019 | Казахстан | греко-римська боротьба, до 97 кг | 19    |

### Виступи на Чемпіонатах Азії
| Змагання                       | Збірна    | Вагова категорія                 | Місце  |
| ------------------------------ | --------- | -------------------------------- | ------ |
| Чемпіонат Азії з боротьби 2013 | Казахстан | греко-римська боротьба, до 96 кг | Срібло |
| Чемпіонат Азії з боротьби 2014 | Казахстан | греко-римська боротьба, до 98 кг | Золото |
| Чемпіонат Азії з боротьби 2017 | Казахстан | греко-римська боротьба, до 98 кг | Бронза |
| Чемпіонат Азії з боротьби 2018 | Казахстан | греко-римська боротьба, до 97 кг | Срібло |

### Виступи на Азійських іграх
| Змагання           | Збірна    | Вагова категорія                 | Місце  |
| ------------------ | --------- | -------------------------------- | ------ |
| Азійські ігри 2014 | Казахстан | греко-римська боротьба, до 98 кг | Бронза |
| Азійські ігри 2018 | Казахстан | греко-римська боротьба, до 97 кг | Бронза |

### Виступи на Кубках світу
| Змагання                    | Збірна    | Вагова категорія                 | Місце |
| --------------------------- | --------- | -------------------------------- | ----- |
| Кубок світу з боротьби 2013 | Казахстан | греко-римська боротьба, до 96 кг | 7     |

### Виступи на інших змаганнях
| Змагання                                                         | Збірна    | Вагова категорія                 | Місце  |
| ---------------------------------------------------------------- | --------- | -------------------------------- | ------ |
| Кубок Ядегара Імама 2010                                         | Казахстан | греко-римська боротьба, до 96 кг | 15     |
| Золотий Гран-прі з боротьби 2010 (Тбілісі)                       | Казахстан | греко-римська боротьба, до 96 кг | 8      |
| Меморіал Олега Караваєва 2011                                    | Казахстан | греко-римська боротьба, до 96 кг | 4      |
| Кубок Ядегара Імама 2012                                         | Казахстан | греко-римська боротьба, до 96 кг | Бронза |
| Кубок Президента Казахстану з боротьби 2012                      | Казахстан | греко-римська боротьба, до 96 кг | Срібло |
| Кубок Азовмаша 2013                                              | Казахстан | греко-римська боротьба, до 96 кг | Срібло |
| Літня Універсіада 2013                                           | Казахстан | греко-римська боротьба, до 96 кг | 12     |
| Міжнародний меморіал Дейва Шульца 2014                           | Казахстан | греко-римська боротьба, до 98 кг | Срібло |
| Гран-прі Іспанії з боротьби 2014                                 | Казахстан | греко-римська боротьба, до 98 кг | Срібло |
| Міжнародний меморіал Дейва Шульца 2015                           | Казахстан | греко-римська боротьба, до 98 кг | Золото |
| Гран-прі FILA 2015                                               | Казахстан | греко-римська боротьба, до 98 кг | 11     |
| Кубок Президента Казахстану з боротьби 2015                      | Казахстан | греко-римська боротьба, до 98 кг | Срібло |
| Олімпійський кваліфікаційний турнір з боротьби 2016 (Улан-Батор) | Казахстан | греко-римська боротьба, до 98 кг | 14     |
| Чемпіонат світу з боротьби серед військовослужбовців 2016        | Казахстан | греко-римська боротьба, до 98 кг | 13     |
| Турнір Г. Картозія і В. Балавадзе 2017                           | Казахстан | греко-римська боротьба, до 98 кг | 8      |
| Кубок Владислава Пітласинські 2017                               | Казахстан | греко-римська боротьба, до 98 кг | 13     |
| Меморіал Болата Турлиханова 2017                                 | Казахстан | греко-римська боротьба, до 98 кг | 13     |
| Меморіал Олега Караваєва 2017                                    | Казахстан | команда                          | Бронза |
| Гран-прі Угорщини з боротьби 2018                                | Казахстан | греко-римська боротьба, до 97 кг | Срібло |
| Меморіал Болата Турлиханова 2018                                 | Казахстан | греко-римська боротьба, до 97 кг | 7      |
| Меморіал Олега Караваєва 2019                                    | Казахстан | греко-римська боротьба, до 97 кг | Бронза |
| Гран-прі Франції Анрі Деглана 2020                               | Казахстан | греко-римська боротьба, до 97 кг | 5      |

### Виступи на змаганнях молодших вікових груп
| Змагання                                      | Збірна    | Вагова категорія                 | Місце  |
| --------------------------------------------- | --------- | -------------------------------- | ------ |
| Чемпіонат Азії з боротьби серед юніорів 2008  | Казахстан | греко-римська боротьба, до 96 кг | Срібло |
| Чемпіонат світу з боротьби серед юніорів 2008 | Казахстан | греко-римська боротьба, до 96 кг | 5      |